# Cohors prima Aquitanorum

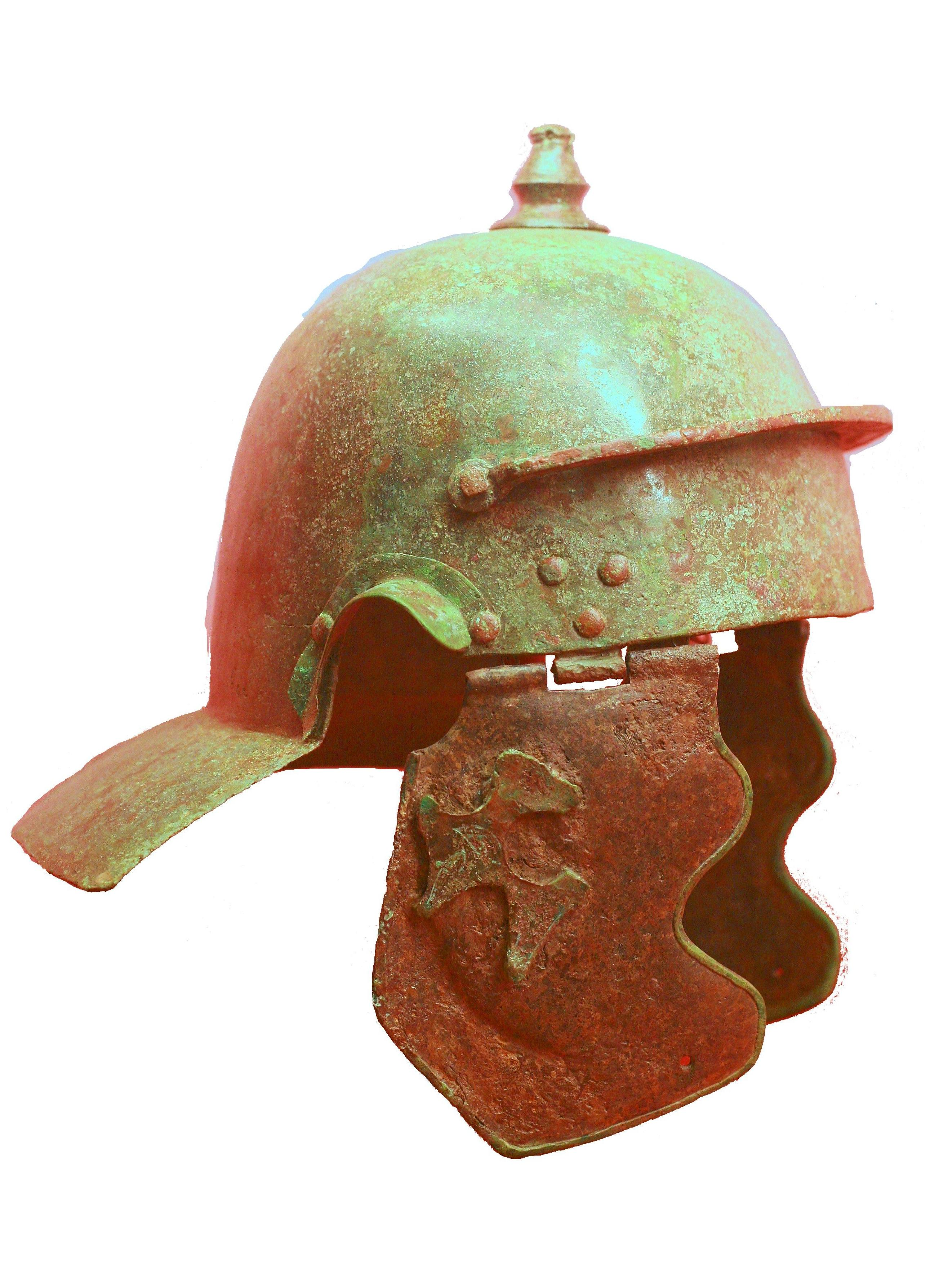
Casque de type Weissenau.

La Cohors prima Aquitanorum (« 1re cohorte des Aquitains ») était un régiment auxiliaire d'infanterie de l'armée romaine. 

## Historique
La Cohors prima Aquitanorum a probablement été recrutée à l'origine en Gaule aquitaine sous le règne d'Auguste, le fondateur de l'empire, après que la révolte des Aquitains eut été réprimée en 26 av. J.-C.. Contrairement à la plupart des Gaulois, les Aquitains ne parlaient pas une langue celtique, mais l'aquitain, une langue non indo-européenne étroitement apparentée au basque et aujourd'hui disparue. 
Il existe une controverse entre les érudits pour savoir s'il y avait une ou deux cohortes d'infanterie à s'appeler I Aquitanorum. C'est qu'un régiment de ce nom est attesté à plusieurs reprises à la fois en Germanie supérieure et en Bretagne. Holder les considère comme deux unités distinctes, dont l'une portait le titre de veterana et était basée de façon permanente en Germanie supérieure, et l'autre en Bretagne. Spaul estime plus probable qu'il y avait une seule unité, qui passait d'une province à l'autre, bien que ce ne fût pas l'usage pour les régiments auxiliaires. Le point de vue de Holder est conforté par le fait qu'aucune des inscriptions de Bretagne ne porte le titre de veterana, alors que c'est le cas pour plusieurs en Germanie, et il semble donc plus probable. C'est Holder que nous suivrons ici : cet article concerne l'unité stationnée en Bretagne. Pour l'unité stationnée en Germania Sup. on se reportera à Cohors I veterana Aquitanorum.
Au tout début le régiment était probablement stationné sur la frontière du Rhin. Il apparaît pour la première fois en Germanie, dans un  témoignage épigraphique qu'on peut dater de 82 de notre ère, dans la mesure où il ne concerne pas son unité homonyme. Le régiment est attesté pour la première fois en Bretagne en 122, transféré probablement dans l'île en même temps que plusieurs autres régiments pour aider à la construction du Mur d'Hadrien (122-32). Le régiment se trouvait encore dans l'île au IVe siècle, du fait qu'il a laissé une inscription dans le fort de Branodunum sur la Côte saxonne (Brancaster, Norfolk). La présence de ce régiment est attestée en Bretagne dans les forts romains successifs de Bakewell, Brancaster (IVe siècle), Brough-on-Noe (158), Carrawburgh. 
Bien que quelques noms de praefecti (commandants) du régiment aient été conservés, aucun d'entre eux n'a une origine certaine. Un miles (simple soldat) a une origine partiellement conservée : « Cam- ». Il peut s'agir de Camulodunum (Colchester).

## Source de traduction
- (en) Cet article est partiellement ou en totalité issu de l’article de Wikipédia en anglais intitulé « Cohors I Aquitanorum » (voir la liste des auteurs).